# Grazia Vitale
Grazia Vitale, pseudonimo di Grazia Sanvitale (Torino, 6 giugno 1959), è una cantante italiana.

## Biografia
Dotata di una buona voce e di una bella presenza, figlia di un camionista e di una commessa de La Rinascente, inizia da adolescente a prendere lezioni di canto dal maestro Adriano De Grandis (che negli anni sessanta ha lavorato con alcuni cantanti torinesi e non, tra cui Umberto Napolitano).
Conosce il gruppo de Le Forme Aldeidi, di cui diventa voce solista per qualche tempo ed inizia ad esibirsi dal vivo; nel frattempo continua gli studi di perito aziendale e corrispondente in lingue estere.
Partecipa nel 1975 con il suo vero nome al Festival di Castrocaro, il noto concorso per voci nuove, che vince presentando la canzone Devil Gate Drive di Suzi Quatro
Ottenuto un contratto con la Philips, accorcia il suo cognome e partecipa alla Mostra Internazionale di Musica Leggera di Venezia nel settembre dello stesso anno con Torna, scritta da Cristiano Minellono e Renato Brioschi.
Dopo altre incisioni abbandona l'attività.

## Discografia parziale

### 45 giri
- 26 settembre 1975 - Torna/La mia stagione (Philips Records, 6025 145)
- 28 novembre 1977 - Flash/Buio (Philips Records, 6025 181)